# Israel HaYom

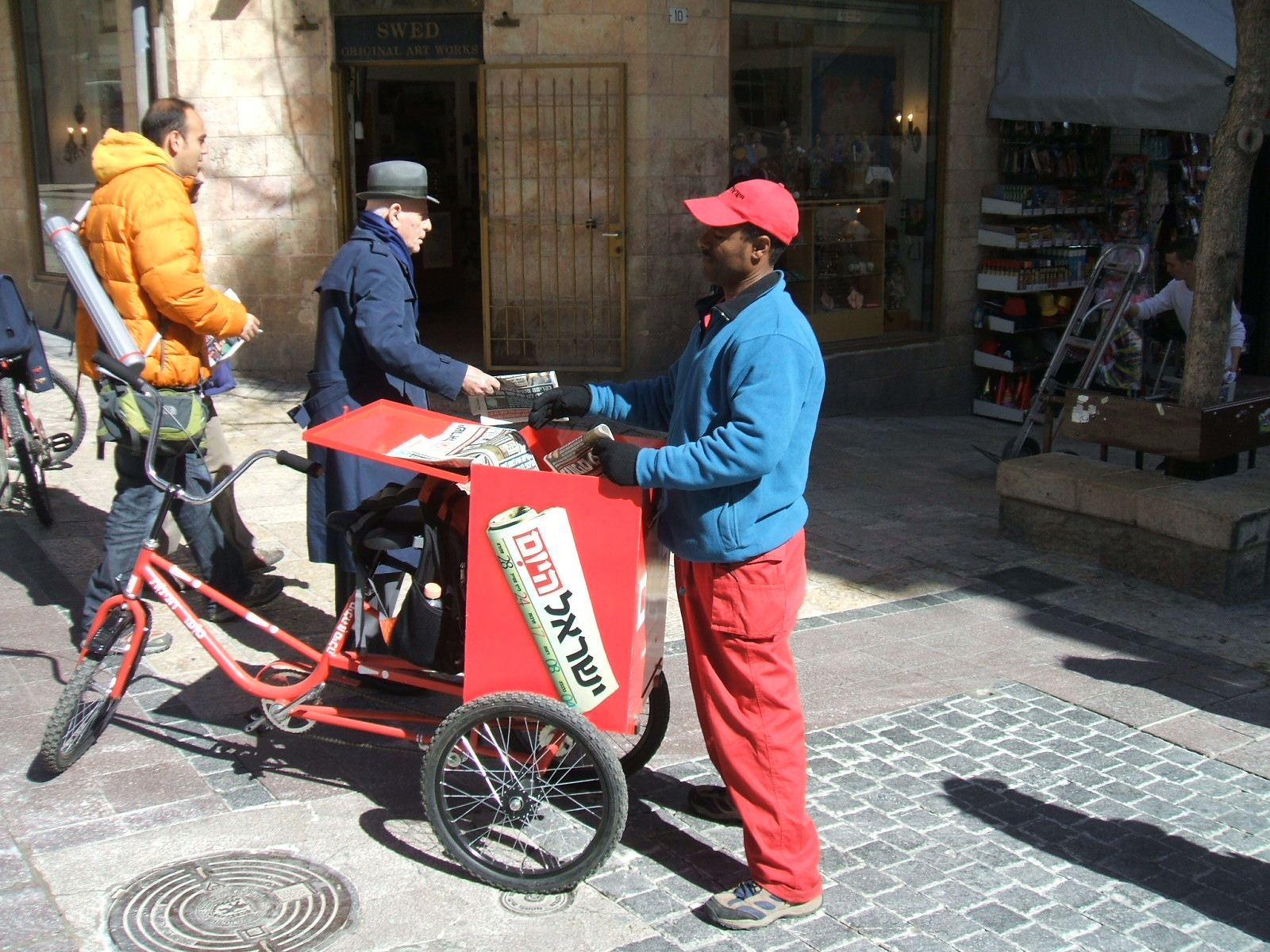
Israel HaYom wird in Jerusalem verteilt.

Israel HaYom (hebräisch יִשְׂרָאֵל הַיּוֹם Jisraʾel ha-Jōm, deutsch ‚Israel heute‘) ist eine kostenlos verteilte israelische Tageszeitung nach dem Vorbild von USA Today. Sie wurde am 30. Juli 2007 erstmals veröffentlicht und entwickelte sich innerhalb von drei Jahren zur meistgelesenen Zeitung des Landes, die etwa 35 % der israelischen Bevölkerung erreicht. Gründer, Besitzer und Geldgeber der Zeitung war der US-amerikanisch-israelische Casino-Mogul und Multimilliardär Sheldon Adelson, der namhafte israelische Journalisten wie Amos Regev für sein Projekt von anderen Zeitungen abwarb.
Politisch steht das Blatt konservativen Parteien wie dem Likud nahe. Für ihre einseitig wohlwollende Berichterstattung über den mit Adelson befreundeten Benjamin Netanjahu, auch und vor allem während Wahlkämpfen, wurde sie unter anderem vom ehemaligen Ministerpräsidenten Ehud Olmert kritisiert. Haʾaretz befand, dass es dem Leser gegenüber fairer wäre, die Zeitung in „Netanyahu Hayom“ oder „Bibi-Zeitung“ umzubenennen.
Im August 2024, nachdem zahlreiche Fälle von Folter an palästinensischen Gefangenen in Israel bekannt geworden waren, sprach sich Yehuda Shlezinger, ein Journalist von Israel HaYom, in einem Fernsehinterview für die Vergewaltigung von palästinensischen Gefangenen aus: »Erstens verdienen sie es; zweitens ist es eine tolle Form der Vergeltung und kann uns als Abschreckung dienen.«